# Michael Koth
Michael Koth (* 16. Oktober 1955 in Berlin-Steglitz) ist ein deutscher Nationalbolschewist. Er war ca. 15 Jahre lang Mitglied der Sozialistischen Einheitspartei Westberlins (SEW) und längere Zeit als hauptamtlicher Parteisekretär in der Kreisleitung Steglitz tätig. Anschließend war er Funktionär weiterer verschiedener kommunistischer Gruppen. Im Rahmen einer Querfront-Strategie war er seit 1999 führend im 2008 aufgelösten neonazistischen Kampfbund Deutscher Sozialisten (KDS) tätig, deren Webauftritt und Youtube-Kanal er danach weiterführte. Heutzutage tritt er als sogenannte Antiimperalistische Plattform beziehungsweise Antiimperalistische Plattform Berlin in Erscheinung.

## Funktionär verschiedener kommunistischer Parteien
Michael Koth wurde in Steglitz geboren. Als Schüler einer Steglitzer Realschule kam er in Kontakt mit der Sozialistischen Einheitspartei Westberlins (SEW) und wurde Mitglied der Freien Deutschen Jugend Westberlins (FDJW). Seine Berufslehre absolvierte er bei der Deutschen Reichsbahn, die auch die in West-Berlin verkehrende S-Bahn Berlin betrieb.
Nach eigener Aussage wurde er 1979 wegen Opposition gegen die Politik Michail Gorbatschows aus der SEW ausgeschlossen; allerdings war in diesem Jahr nicht Gorbatschow, sondern Leonid Breschnew Parteichef der KPdSU. Koth wechselte zur KPD/ML und wurde deren Vorsitzender in West-Berlin. Nach der Vereinigung der sich inzwischen „KPD“ nennenden Partei mit der GIM zur VSP führte Koth in Berlin eine sich wieder KPD/ML nennende Splittergruppe an, die beanspruchte, Nachfolger der alten KPD/ML zu sein. Diese Gruppe schloss sich dann im Februar 1994 der Kommunistischen Partei Deutschlands (KPD-Ost) an, wodurch Koth in deren Zentralkomitee aufgenommen wurde.  Nach eigener Darstellung wurde er 1996 aus der KPD „gesäubert“. Anlass des Parteiausschlusses seien neostalinistische Äußerungen Koths gewesen (die KPD-Ost bezieht sich allerdings selbst positiv auf Josef Stalin).
Nach dem Mauerfall und der Wende in der DDR zog Koth nach Berlin-Weißensee, wo er Kontakt zu Verbänden des ehemaligen Ministeriums für Staatssicherheit und einigen ehemaligen Repräsentanten der DDR aufnahm. Koth behauptet häufig, dass er der letzte gewesen sei, der den ehemaligen DDR-Staatschef Erich Honecker und seine Frau Margot vor deren Abflug nach Moskau in Beelitz und bis zu Honeckers Ausreise nach Chile im Untersuchungsgefängnis Moabit besucht habe.
Koth engagierte sich im „Erich-Honecker-Solidaritätskomitee“ und war darüber hinaus beim Nationalkomitee Freie DDR (NKFDDR), beim Komitee „Freiheit für Erich Mielke“ sowie im Freundeskreis Sporthaus Ziegenhals tätig. Als Vorstandsmitglied eines „Mauerbaukomitées“ trat er für den Wiederaufbau der Berliner Mauer ein.

## „Nationalkommunist“ mit engen Verbindungen zur extremen Rechten
Spätestens nach dem Parteiausschluss vertrat Koth offen nationalkommunistische beziehungsweise nationalrevolutionäre Ansichten und näherte sich der extremen Rechten an. Er war Vorsitzender der von 1995 bis 1998 bestehenden Partei der Arbeit Deutschlands (PdAD), die politisch bedeutungslos blieb. Eng mit der Partei verbunden war die Gesellschaft zum Studium und Verbreitung der Chuch’e-Ideologie in Deutschland (deutsch-koreanische Freundschaft); beide Organisationen wurden maßgeblich von Koth initiiert. Die Gruppe orientierte sich an der Partei der Arbeit Koreas, deren Politik die PdAD als nationalkommunistisch verstand. Laut Michael Koth war die PdAD eine Organisation, „in der sowohl ehemalige FDJ- und DKP-Mitglieder, als auch Nationalrevolutionäre und nationale Sozialisten aktiv“ waren.
Die Gruppe habe sich als „Bündnis von Nationalkommunisten und nationalen Revolutionären“ bezeichnet und sich „im Geist von Straßer, Niekisch und Anton Ackermann“ gesehen. Die PdAD war nach Ansicht des Politikwissenschaftlers Henrik Steglich „eine obskure Kleinstgruppe, die vor allem mit Hymnen auf die nordkoreanischen Diktatoren Kim Il Sung und Kim Jong Il auftritt“.
Politisch blieb die PdAD bedeutungslos. Die Partei näherte sich allmählich dem neonazistischen Spektrum an, so waren Anhänger der PdAD häufig auf den NPD-Demonstrationen vertreten. Koth konnte die PdAD unter anderem auf einem eigenen Informationsstand während des Bundestagswahlkongresses der NPD am 7. Februar 1998 in der Passauer Nibelungenhalle vorstellen. Am 30. Juli 1998 wurde Koth zusammen mit einer Delegation des NPD-Parteivorstandes, darunter auch Hans Günter Eisenecker, und des NPD-Landesverbandes Sachsen in der  diplomatischen Vertretung Nordkoreas in Berlin durch den Botschafter Ri San Yu empfangen.
Schon zuvor war Koth durch engen Kontakt zur Neonazi-Szene aufgefallen, da er unter anderem die Homepage des Rechtsrockers Arnulf Priem betrieb und regelmäßig in Organen der NPD veröffentlichte. So versuchte er 1996 zusammen mit den Herausgebern des Querfront-Blattes „Sleipnir“ einen Infotisch am Rande der Liebknecht-Luxemburg-Demonstration in Berlin aufzubauen.

## Mitbegründer und Führungskader des neonazistischen KDS

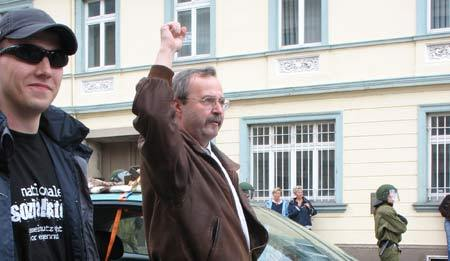
Michael Koth als Redner auf einer Neonazi-Kundgebung am 1. September 2007 in Neuruppin

1999 gründete Koth zusammen mit den Neonazis Thomas Brehl (Langen, Hessen), Michael Thiel (Duisburg) und Frank Hübner (Cottbus) den Kampfbund Deutscher Sozialisten. Koth wurde Mitglied der Organisationsleitung und erster Sekretär der Bezirksleitung Berlin/Gau Brandenburg. Eine Zeit lang war er auch als Redakteur („Schriftleiter“) der KDS-Zeitschrift „Gegenangriff“ tätig. Gegenwärtig gibt er Die Wahrheit als „Organ der Bezirksleitung Berlin“ heraus. Außerdem tritt er als Redner bei Neonazi-Kundgebungen und Demonstrationen auf, so zuletzt am 1. September 2007 in Neuruppin mit etwa 60 Teilnehmern anlässlich des Überfalls auf Polen im Jahr 1939.

## Strategie
Koth praktiziert die Querfront-Strategie. Er ist der Meinung, dass der „internationale Sozialismus“ gescheitert sei, und vertritt einen sogenannten „Nationalen Sozialismus“. Laut Koths Auffassung ist die SED nicht an der sozialen, sondern an der „nationalen Frage“ gescheitert.